# Temporada 1951-52 de los Boston Celtics
La Temporada 1951-52 fue la sexta de los Boston Celtics en la NBA. La temporada regular acabó con 39 victorias y 27 derrotas, clasificándose para los playoffs, en los que cayeron en semifinales de división ante los New York Knicks.

## Elecciones en elDraft
| Ronda | Puesto | Jugador       | Posición   | Nacionalidad   | Universidad       |
| ----- | ------ | ------------- | ---------- | -------------- | ----------------- |
| 1     | 7      | Ernie Barrett | Base/Alero | Estados Unidos | Kansas State      |
| 2     | 16     | Bill Garrett  | Alero      | Estados Unidos | Indiana           |
| 6     | 56     | James Luisi   | Base       | Estados Unidos | St. Francis (NY)* |

## Temporada regular
| División Este           | División Este | División Este | División Este | División Este | División Este | División Este | División Este | División Este |
| Equipo                  | G             | P             | %             | PD            | Casa          | Fuera         | Neutral       | Div           |
| ----------------------- | ------------- | ------------- | ------------- | ------------- | ------------- | ------------- | ------------- | ------------- |
| x-Syracuse Nationals    | 40            | 26            | .606          | -             | 26-7          | 12-18         | 2-1           | 21-15         |
| x-Boston Celtics        | 39            | 27            | .591          | 1             | 22-7          | 10-19         | 7-1           | 22-14         |
| x-New York Knicks       | 37            | 29            | .561          | 3             | 21-4          | 12-22         | 4-3           | 23-13         |
| x-Philadelphia Warriors | 33            | 33            | .500          | 7             | 24-7          | 6–25          | 3-1           | 14-22         |
| Baltimore Bullets       | 20            | 46            | .303          | 20            | 17-15         | 2–22          | 1-9           | 10-26         |

## Playoffs

### Semifinales de División
Boston Celtics vs. New York Knicks
| Fecha       | Partido                                      | Ciudad     |
| ----------- | -------------------------------------------- | ---------- |
| 19 de marzo | Boston Celtics 105, New York Knicks 94       | Boston     |
| 23 de marzo | New York Knicks 101, Boston Celtics 97       | Nueva York |
| 26 de marzo | Boston Celtics 87, New York Knicks 88 (2 OT) | Boston     |
|             | New York gana las series 2-1                 |            |

## Estadísticas
| Rk | Jugador        | Edad | P  | PT | MP   | TC  | TCI  | %TC  | 3P | 3PI | %3P | TL  | TLI | %TL  | RO | RD | RT  | AS  | RB | TAP | BP | FP  | PTS  |
| -- | -------------- | ---- | -- | -- | ---- | --- | ---- | ---- | -- | --- | --- | --- | --- | ---- | -- | -- | --- | --- | -- | --- | -- | --- | ---- |
| 1  | Bob Cousy      | 23   | 66 |    | 40.6 | 7.8 | 21.0 | .369 |    |     |     | 6.2 | 7.7 | .808 |    |    | 6.4 | 6.7 |    |     |    | 2.9 | 21.7 |
| 2  | Ed Macauley    | 23   | 66 |    | 39.9 | 5.8 | 13.5 | .432 |    |     |     | 7.5 | 9.4 | .799 |    |    | 8.0 | 3.5 |    |     |    | 2.6 | 19.2 |
| 3  | Bill Sharman   | 25   | 63 |    | 22.0 | 3.9 | 10.0 | .389 |    |     |     | 2.9 | 3.4 | .859 |    |    | 3.5 | 2.4 |    |     |    | 2.9 | 10.7 |
| 4  | Bob Donham     | 25   | 66 |    | 30.0 | 3.0 | 6.3  | .487 |    |     |     | 2.3 | 4.4 | .509 |    |    | 5.0 | 3.5 |    |     |    | 3.4 | 8.3  |
| 5  | Chuck Cooper   | 25   | 66 |    | 29.9 | 3.0 | 8.3  | .361 |    |     |     | 2.3 | 3.0 | .741 |    |    | 7.6 | 2.0 |    |     |    | 3.3 | 8.2  |
| 6  | Bob Harris     | 24   | 66 |    | 28.8 | 2.9 | 7.0  | .410 |    |     |     | 2.0 | 3.2 | .641 |    |    | 8.0 | 1.8 |    |     |    | 2.9 | 7.8  |
| 7  | Bob Brannum    | 26   | 66 |    | 20.1 | 2.3 | 6.1  | .369 |    |     |     | 1.6 | 2.6 | .626 |    |    | 6.2 | 1.2 |    |     |    | 3.6 | 6.1  |
| 8  | Bones McKinney | 33   | 63 |    | 17.2 | 2.2 | 6.6  | .325 |    |     |     | 1.0 | 1.3 | .813 |    |    | 2.8 | 1.8 |    |     |    | 2.3 | 5.3  |
| 9  | John Mahnken   | 29   | 60 |    | 9.7  | 1.3 | 3.8  | .344 |    |     |     | 0.4 | 0.7 | .605 |    |    | 2.2 | 1.1 |    |     |    | 1.5 | 3.0  |
| 10 | Dick Dickey    | 25   | 45 |    | 9.8  | 0.9 | 3.0  | .294 |    |     |     | 1.0 | 1.5 | .681 |    |    | 1.8 | 1.1 |    |     |    | 1.8 | 2.8  |

## Galardones y récords
| Jugador     | Galardón                 |
| Ed Macauley | Mejor quinteto de la NBA |
| Bob Cousy   | Mejor quinteto de la NBA |